# West Virginia Alliance FC
El West Virginia United es un equipo de fútbol de los Estados Unidos que juega en la USL League Two, la tercera liga de fútbol más importante del país.

## Historia
Fue fundado en el año 2003 en la ciudad de Charleston, West Virginia con el nombre West Virginia Chaos como uno de los equipos de expansión de la USL Premier Development League en la temporada 2003.
Han jugado en la cuarta división en toda su historia, aunque con más pena que gloria, ya que a excepción de la temporada 2014, todas las demás han sido malas, sobre todo en su año de debut en 2003, al ganar solo dos partidos de 17 que jugaron.
Para la temporada 2019 cambian su nombre por el de West Virginia Alliance FC y en 2021 pasa a ser el West Virginia United.

## Palmarés
- USL PDL South Atlantic Division: 1

2014

## Estadios
- Marshall University Stadium; Huntington, West Virginia (2003)
- Schoenbaum Stadium; Charleston, West Virginia (2004–)
- Beckley Soccer Complex; Beckley, West Virginia 1 juego (2006)

## Entrenadores
- Marty Martínez (2005-2007)
- Luke Ibbetson (2008)
- Chris Whalley (2009)
- Adam Mitchell (2010–)

## Jugadores

### Jugadores destacados
- Sterling Flunder
- Chase Harrison
- Kolby LaCrone
- David Lilly
- Nick Noble
- Rob Vincent